# Újhartyán
Újhartyán är en ort i Ungern.   Den ligger i provinsen Pest, i den centrala delen av landet, 40 km sydost om huvudstaden Budapest. Újhartyán ligger 113 meter över havet och antalet invånare är 2 852.
Terrängen runt Újhartyán är platt. Runt Újhartyán är det ganska tätbefolkat, med 129 invånare per kvadratkilometer. Närmaste större samhälle är Dabas, 6,8 km sydväst om Újhartyán. Omgivningarna runt Újhartyán är en mosaik av jordbruksmark och naturlig växtlighet.